# Kōstas Papadakīs
Kōstantinos Papadakīs, detto Kōstas (in greco  Κωνσταντίνος "Κώστας" Παπαδάκης?; Atene, 27 settembre 1998), è un cestista greco.

## Palmarès
- Campionato greco: 1

Panathīnaïkos: 2019-20